# Karina Habšudová
Karina Habšudová (ur. 2 sierpnia 1973 w Bojnicach) – słowacka tenisistka, reprezentantka kraju w Fed Cup, olimpijka z Atlanty (1996) i Sydney (2000).

## Kariera tenisowa
Jako juniorka została mistrzynią US Open 1991 w grze pojedynczej dziewcząt. W grze podwójnej triumfowała w Australian Open 1991 z Barbarą Rittner oraz w Wimbledonie 1990 w parze z Andreą Strnadovą.
Habšudová pojawiła się na światowych kortach w 1989 roku. Na turnieju w Filderstadt w 1994, jako 61. zawodniczka świata i kwalifikantka, wygrała z Conchitą Martínez. Została najniżej sklasyfikowaną zawodniczką, która wygrała z mistrzynią Wimbledonu (od 1975 roku). Jej rekord poprawiła w 1999 roku Ľudmila Cervanová (pokonała Janę Novotną w Budapeszcie). Dwa lata później Habšudová odniosła serię zwycięstw nad czołowymi zawodniczkami świata. W drodze do ćwierćfinału French Open 1996 wygrała z Martiną Hingis oraz z Anke Huber, ulegając dopiero Arantxy Sánchez Vicario. Została pierwszą Słowaczką, która osiągnęła tak wysoki pułap turnieju wielkoszlemowego. Zaliczyła pierwszy zawodowy finał w Berlinie. Wygrała tam z Mary Pierce, przegrała ze Steffi Graf. Jako jedna z szesnastu najlepszych tenisistek świata, zakwalifikowała się do imprezy kończącej sezon. W 1997 awansowała, jako pierwsza Słowaczka, do czołowej dziesiątki rankingu kobiet. W sezonie 1998 osiągnęła sukcesy w rywalizacji drużynowej, zdobywając Puchar Hopmana i awansując z reprezentacją do grupy światowej Fed Cup. Jedyny tytuł singlowy wygrała w 1999 roku w Pörtschach. Zwyciężyła tam również imprezę deblową (wówczas jako jedna z pięciu zawodniczek dokonała takiej sztuki, obok Martiny Hingis, Lindsay Davenport, Arantxy Sánchez Vicario i Sereny Williams). Kolejny finał zawodowy osiągnęła w Sopocie, ponosząc porażkę w decydującym meczu z Conchitą Martínez. Awansowała ponadto z zespołem narodowym do półfinału Fed Cup, wygrywając mecze singlowe i deblowy przeciwko Szwajcarii. W 2000 roku w Bratysławie doszła do półfinału singla (wygrała m.in. z Henrietą Nagyovą i Kremer), oraz wywalczyła tytuł debla. Pokonując Nathalie Tauziat w Indian Wells, po raz pierwszy od czterech lat pokonała zawodniczkę z pierwszej dziesiątki rankingu.
Habšudová dwukrotnie startowała na igrzyskach olimpijskich, w Atlancie (1996) i Sydney (2000). W konkurencji gry pojedynczej w obu edycjach osiągnęła trzecią rundę, natomiast w grze podwójnej przegrała w pierwszej rundzie w Atlancie i drugiej rundzie w Sydney.
W 2001 roku zakwalifikowała się do drugiej rundy w Berlinie, przegrywając z Venus Williams. Doszła do półfinału miksta na londyńskich kortach Wimbledonu. Na US Open odpadła w drugiej rundzie z Jeleną Diemientiewą.

## Finały turniejów WTA
| Legenda                | Legenda |
| ---------------------- | ------- |
| Wielki Szlem           |         |
| Igrzyska olimpijskie   |         |
| WTA Tour Championships |         |
| 1988 – 2008            |         |
| Kategoria I            |         |
| Kategoria II           |         |
| Kategoria III          |         |
| Kategoria IV           |         |
| Kategoria V            |         |

### Gra pojedyncza (1–4)
| Końcowy wynik | Nr | Data                 | Turniej    | Nawierzchnia | Przeciwniczka     | Wynik finału  |
| ------------- | -- | -------------------- | ---------- | ------------ | ----------------- | ------------- |
| Finalistka    | 1. | 19 maja 1996         | Berlin     | Ceglana      | Steffi Graf       | 6:4, 2:6, 5:7 |
| Finalistka    | 2. | 27 października 1996 | Luksemburg | Dywanowa     | Anke Huber        | 3:6, 0:6      |
| Finalistka    | 3. | 16 lutego 1997       | Linz       | Dywanowa     | Chanda Rubin      | 4:6, 2:6      |
| Zwyciężczyni  | 1. | 11 lipca 1999        | Pörtschach | Ceglana      | Silvija Talaja    | 2:6, 6:4, 6:4 |
| Finalistka    | 4. | 18 lipca 1999        | Sopot      | Ceglana      | Conchita Martínez | 1:6, 1:6      |

### Gra podwójna (6–6)
| Końcowy wynik | Nr | Data                 | Turniej          | Nawierzchnia | Partnerka          | Przeciwniczki                         | Wynik finału   |
| ------------- | -- | -------------------- | ---------------- | ------------ | ------------------ | ------------------------------------- | -------------- |
| Finalistka    | 1. | 24 maja 1992         | Lucerna          | Ceglana      | Marianne Werdel    | Amy Frazier Elna Reinach              | 5:7, 2:6       |
| Finalistka    | 2. | 31 lipca 1994        | Maria Lankovitz  | Ceglana      | Alexandra Fusai    | Anna-Maria Cecchini Patricia Tarabini | 5:7, 5:7       |
| Zwyciężczyni  | 1. | 15 września 1996     | Karlowe Wary     | Ceglana      | Helena Suková      | Eva Martincová Elena Pampoulova       | 3:6, 6:3, 6:2  |
| Finalistka    | 3. | 22 czerwca 1997      | Rosmalen         | Trawiasta    | Florencia Labat    | Helena Vildová Eva Melicharová        | 3:6, 6:7       |
| Zwyciężczyni  | 2. | 20 lipca 1997        | Praga            | Ceglana      | Ruxandra Dragomir  | Eva Martincová Helena Vildová         | 6:1, 5:7, 6:2  |
| Zwyciężczyni  | 3. | 12 lipca 1998        | Praga            | Ceglana      | Silvia Farina Elia | Michaela Paštiková Květa Peschke      | 2:6, 6:1, 6:2  |
| Zwyciężczyni  | 4. | 19 lipca 1998        | Warszawa         | Ceglana      | Olga Lugina        | Liezel Huber Karin Kschwendt          | 7:6, 7:5       |
| Zwyciężczyni  | 5. | 11 lipca 1999        | Pörtschach       | Ceglana      | Silvia Farina Elia | Olga Lugina Laura Montalvo            | 6:4, 6:4       |
| Finalistka    | 4. | 20 lutego 2000       | Hanower          | Twarda       | Silvia Farina Elia | Åsa Carlsson Natalla Zwierawa         | 3:6, 4:6       |
| Finalistka    | 5. | 22 czerwca 2000      | ’s-Hertogenbosch | Trawiasta    | Catherine Barclay  | Erika de Lone Nicole Pratt            | 6:7, 3:4 krecz |
| Zwyciężczyni  | 6. | 29 października 2000 | Bratysława       | Twarda       | Daniela Hantuchová | Petra Mandula Patricia Wartusch       | walkower       |
| Finalistka    | 6. | 24 lutego 2001       | Dubaj            | Twarda       | Åsa Carlsson       | Yayuk Basuki Caroline Vis             | 0:6, 6:4, 2:6  |

## Finały juniorskich turniejów wielkoszlemowych

### Gra pojedyncza (1–0)
| Końcowy wynik | Rok  | Turniej | Nawierzchnia | Przeciwniczka | Wynik finału |
| Zwyciężczyni  | 1991 | US Open | Twarda       | Anne Mall     | 6:1, 6:3     |

### Gra podwójna (2–0)
| Końcowy wynik | Rok  | Turniej         | Nawierzchnia | Partnerka        | Przeciwniczki                | Wynik finału |
| Zwyciężczyni  | 1990 | Wimbledon       | Trawiasta    | Andrea Strnadová | Nicole Pratt Kirrily Sharpe  | 6:3, 6:2     |
| Zwyciężczyni  | 1991 | Australian Open | Twarda       | Barbara Rittner  | Joanne Limmer Angie Woolcock | 6:2, 6:0     |